# EXEC
EXEC (od ang. executive) – podstawowy system operacyjny komputerów rodzin ICL 1900 i Odra 1300 oraz komputera SKOK, napisany w całości w kodzie maszynowym, o następujących cechach:
- ładowanie do pamięci operacyjnej (ang. core) metodą programu rozruchowego (ang. bootstrap),
- konwersacyjny tryb pracy,
- ochrona pamięci procesów,
- wielopotokowość pod warunkiem, że:
  - potok nie próbuje powiększyć przydzielonego mu obszaru pamięci,
  - potok nie współdzieli swoich zasobów z innymi potokami.

EXEC umożliwiał:
- przeszukiwanie zasobów w celu odnalezienia konkretnego programu exe i załadowania go do pamięci,
- logiczne przydzielenie programowi urządzeń zewnętrznych zawierających zasoby,
- uruchomienie, zatrzymanie lub usunięcie programu z pamięci.

Wszystkie inne operacje takie chociażby jak kopiowanie czy kasowanie plików, wykonywane były poprzez wyszukanie odpowiedniego programu (kopiującego lub kasującego), załadowanie go do pamięci, przydzielenie urządzeń zewnętrznych i uruchomienie przebiegu.
Wbrew pozorom, rozwiązania przyjęte przy konstrukcji EXEC-a stały się dziedzictwem wszystkich systemów operacyjnych, chociaż jako bardzo pierwotne zostały ukryte w najgłębszych warstwach systemu, od dawna niewidocznych dla użytkownika.
Fragment przykładowej sesji pod EXEC-iem (sprawdzenie zawartości pamięci i uruchomienie programu #XCLP od wejścia 20). Komendy wydawane przez operatora małymi literami.
```
...
12:20>                   (monitor czasu – system cyklicznie wyświetla na konsoli operatora komputera)
12:21>                   (monitor czasu)
12:22> pr                (pytanie operatora o programy załadowane już do pamięci. Inne trzeba załadować przez komendy fi(znajdź) i lo(załaduj))
OK                       (akceptacja komendy operatora systemu i odpowiedź – raport pamięci)
#XALM S 2048             (załadowany kompilator Algol bez przydziału zadania o rozmiarze 2048 kB na sześcio bitowym bajcie)
#XCLP S 3062             (załadowany program kopiujący)
12:22> go #xclp 20 14 36 (uruchomienie kopiowania pomiędzy czytnikiem a przewijakiem taśmy magnetycznej bez śledzenia – wejście 20, były inne od 20 do 29)
OK                       (akceptacja systemu)
12:22> pr                (ponowne sprawdzenie stanu pamięci)
OK
#XALM S 2048
#XCLP R 3062
12:23>
12:24>
...

```